# Moscos de Siracusa
Moscos de Siracusa (en llatí Moschus, en grec antic Μόσχος) nascut a Siracusa, Sicília fou un gramàtic i poeta pastoral grec.
Va viure al final del segle III aC, i segons l'enciclopèdia Suides, va ser deixeble d'Aristarc de Samotràcia, i pel seu estil i temàtica bucòlica era seguidor i imitador de Teòcrit. Va florir al voltant de l'any 250 aC (Teòcrit va morir el 260 aC). El poema Europa li és atribuït, un poema on es narra el segrest d'aquesta noia per Zeus, convertit en bou, i els poemes Eros fugitiu i Mègara, sobre la dona que va ser la primera esposa d'Hèracles, aquest últim escrit en dialecte jònic. A l'Antologia grega li atribueixen el Prec d'amor. També va compondre el Lament per la mort de Bió, Bió d'Esmirna, personatge que era, en efecte, un altre dels poetes imitadors de Teòcrit, del que Moscos diu que n'era deixeble, però potser només en va ser imitador. Els seus poemes eren elegants i vius, però patien d'un excés d'ornamentació. Fabricius l'inclou a la Bibliotheca Graeca.